# Ejulve

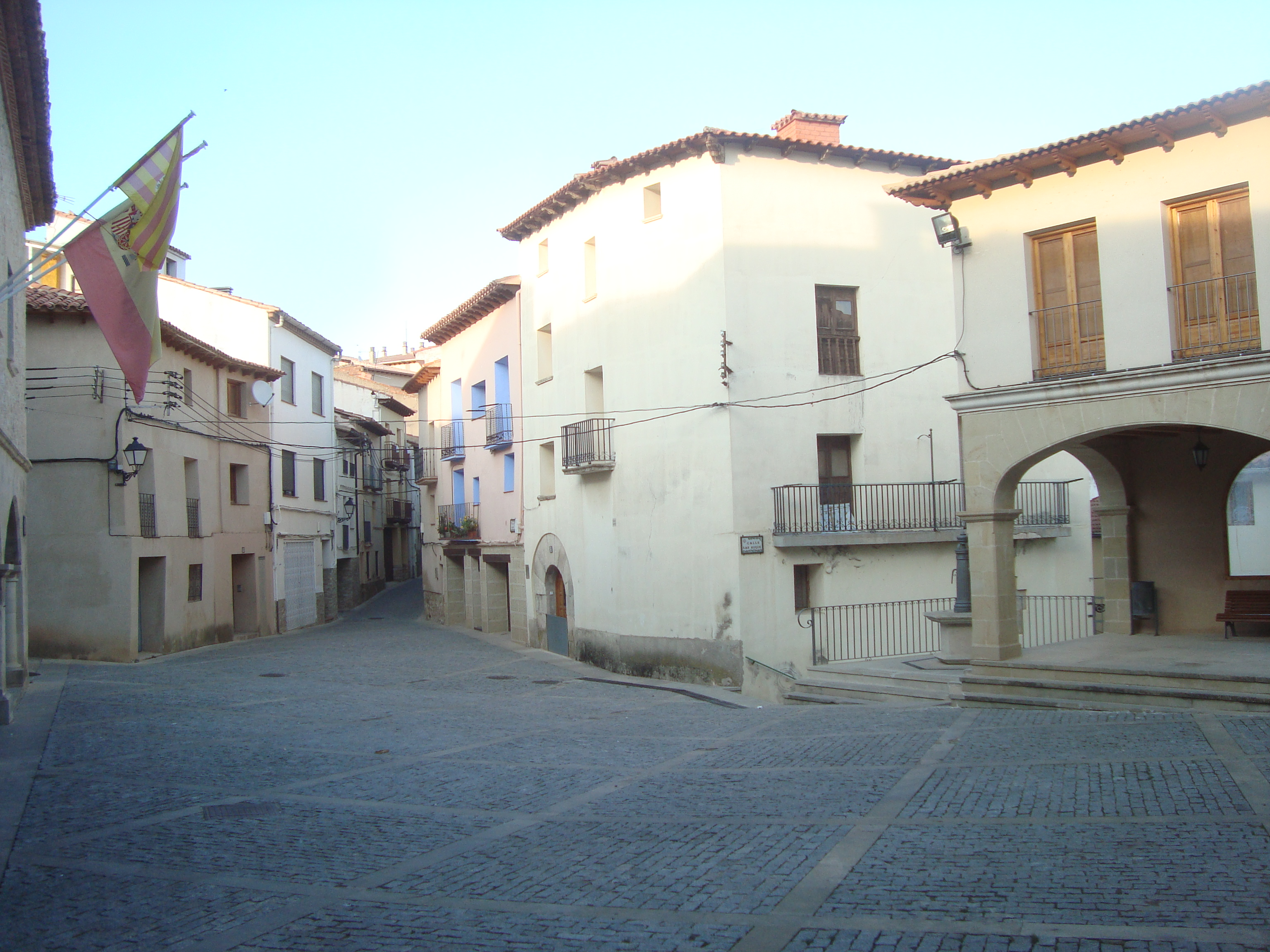
Ejulve (Teruel)

Ejulve est une commune d’Espagne, dans la province de Teruel, communauté autonome d'Aragon comarque d'Andorra-Sierra de Arcos

## Liens externes

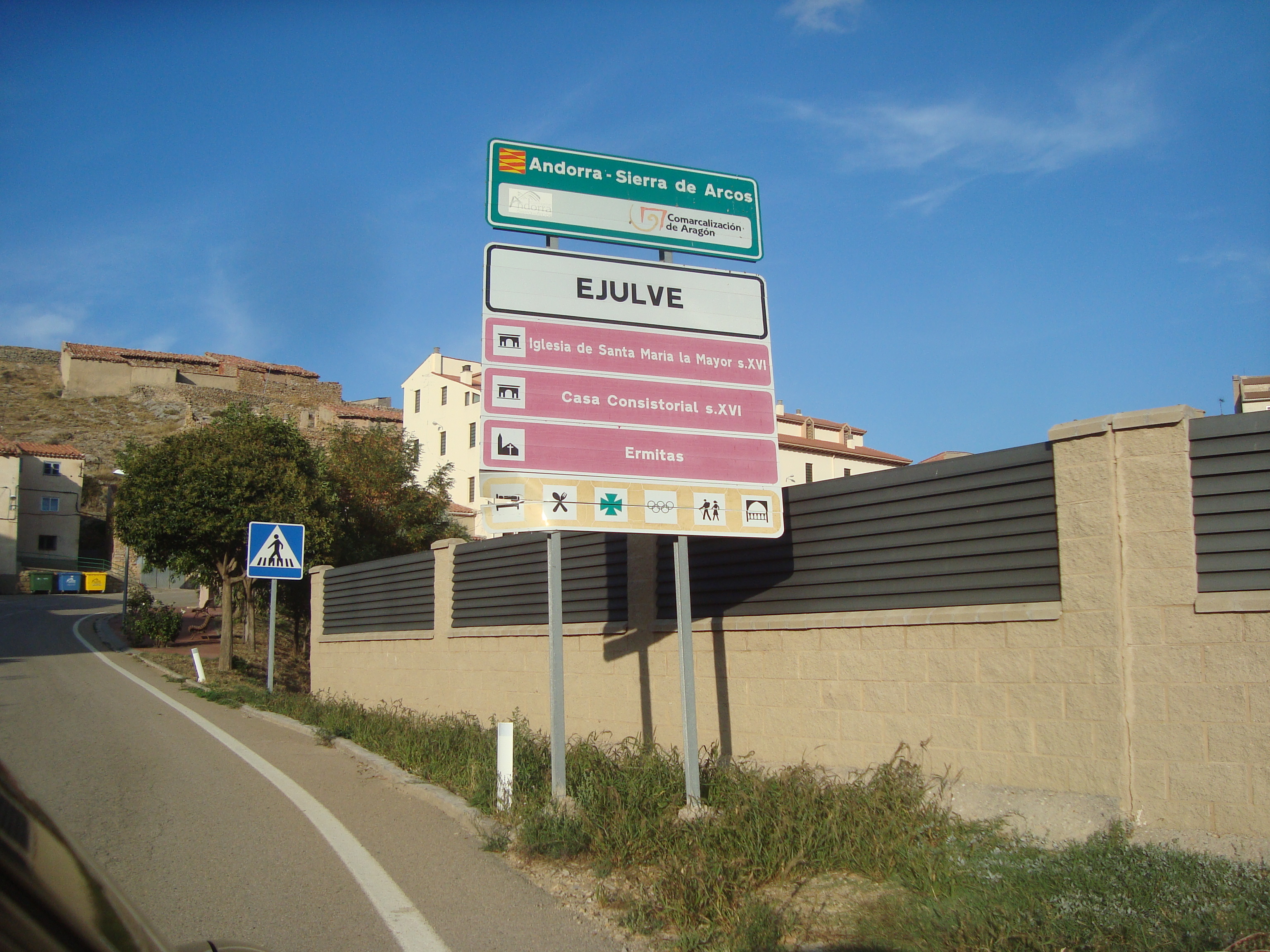
Ejulve, Andorra-Sierra de Arcos (Teruel)

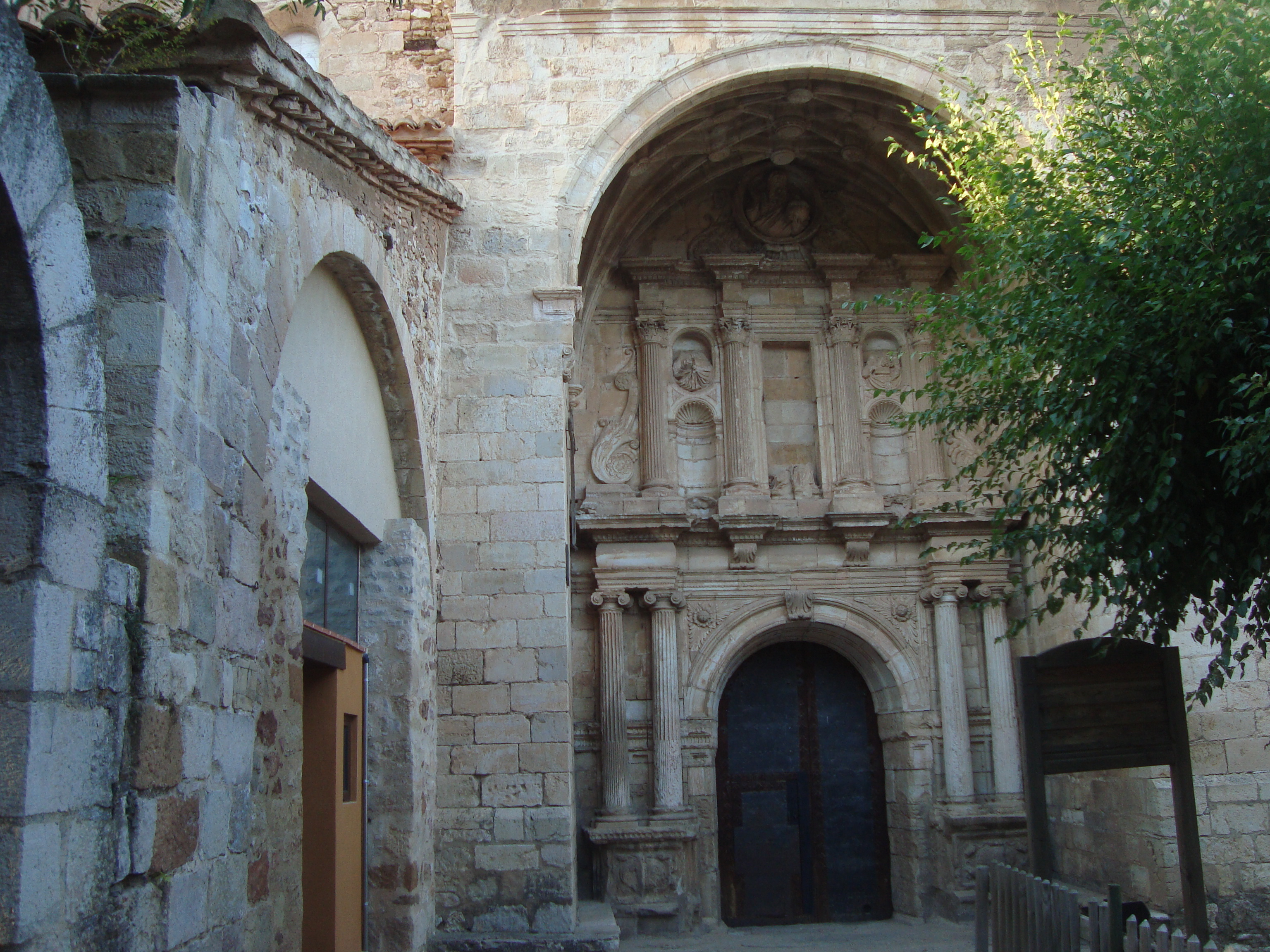
Iglesia de Santa María la Mayor (Ejulve)